# Khánh Vĩnh
Khánh Vĩnh là một xã thuộc tỉnh Khánh Hòa, Việt Nam.

## Lịch sử
Ngày 16 tháng 6 năm 2025, Ủy ban Thường vụ Quốc hội ban hành Nghị quyết số 1667/NQ-UBTVQH15 về việc sắp xếp các đơn vị hành chính cấp xã của tỉnh Khánh Hòa năm 2025 (nghị quyết có hiệu lực từ ngày 16 tháng 6 năm 2025). Theo đó, hợp nhất thị trấn Khánh Vĩnh, xã Sông Cầu và xã Khánh Phú thành xã Khánh Vĩnh.

## Địa lý
Xã Khánh Vĩnh có ranh giới với các xã:
- Phía Bắc giáp các xã Diên Lâm và Tây Khánh Vĩnh
- Phía Nam giáp các xã Tây Khánh Sơn và Khánh Sơn
- Phía Đông giáp các xã Suối Dầu và Diên Thọ
- Phía Tây giáp xã Nam Khánh Vĩnh

Xã có diện tích 192,39 km², dân số năm 2025 là 11.204 người, mật độ dân số đạt 58 người/km².